# Les Pistolets en plastique
Pour plus de détails, voir Fiche technique et Distribution.
Les Pistolets en plastique est une comédie noire française écrite et réalisée par Jean-Christophe Meurisse, sortie en 2024,.
Le film s'inspire librement de l'affaire Dupont de Ligonnès.

## Synopsis
Paul Bernardin, homme exemplaire et apprécié de tous, a disparu après avoir tué sa femme et ses enfants. L'horreur de son acte, tout comme les spéculations sur le lieu où il se cache, titillent la France entière. Christine et Léa, deux enquêtrices amatrices, se rendent sur les lieux de l'abominable meurtre. Elles interrogent la concierge d'un immeuble voisin puis farfouillent dans la maison de Paul Bernardin. Mais voilà qu'on annonce l'arrestation du criminel à l'aéroport de Copenhague.

## Fiche technique
- Titre original et francophone : Les Pistolets en plastique
- Réalisation et scénario : Jean-Christophe Meurisse
- Photographie : Javier Ruiz-Gomez
- Décors : Hervé Redoulès
- Costumes : Sophie Rossignol
- Montage : Flora Volpelière
- Son : Lucas Héberlé
- Production : Marine Bergère, Romain Daubeach, Antoine Blesson et Nicolas Descalles
- Sociétés de production : Mamma Roman et Kick'n Rush
- Société de distribution : BAC Films (France)
- Pays de production :  France
- Langue originale : français
- Genre : comédie noire
- Durée : 96 minutes
- Dates de sortie :
  - France : 23 mai 2024 (Quinzaine des cinéastes 2024), 26 juin 2024 (sortie nationale)

## Distribution
- Delphine Baril : Léa
- Charlotte Laemmel : Christine
- Gaëtan Peau : Michel Uzès
- Laurent Stocker : Paul Bernardin
- Juana Acosta : Joana
- Anthony Paliotti : Zavatta
- Romane Bohringer : Lucille
- Philippe Rebbot : Thiago
- Anne-Lise Heimburger : la commissaire Hammer
- Hector Manuel : Rasmus
- Vincent Dedienne : le chargé d'enquête 1
- Aymeric Lompret : le chargé d'enquête 2
- Fred Tousch : John, légiste 1
- Jonathan Cohen : Johnny, légiste 2
- François Rollin : le tuteur qui remet un diplôme à Léa et Christine
- Nora Hamzawi : la femme enceinte dans l'avion
- Estelle Galarme : Estelle, l'hôtesse de l'aéroport de Dijon

## Distinction

### Sélection
- Quinzaine des cinéastes 2024[4] : film de clôture